# Bill Sage
William "Bill" Sage III (New York, 17 luglio 1962) è un attore statunitense.

## Filmografia

### Cinema
- L'incredibile verità (The Unbelievable Truth), regia di Hal Hartley (1989)
- Sidewalk Stories, regia di Charles Lane (1989)
- Trust - Fidati (Trust), regia di Hal Hartley (1990)
- Theory of Achievement, regia di Hal Hartley - cortometraggio (1991)
- Ambition, regia di Hal Hartley - cortometraggio (1992)
- Laws of Gravity, regia di Nick Gomez (1992)
- Uomini semplici (Simple Men), regia di Hal Hartley (1992)
- Rift, regia di Edward S. Barkin (1993)
- Flirt, regia di Hal Hartley - cortometraggio (1993)
- Babylon: la paura è la migliore amica dell'uomo, regia di Guido Chiesa (1994)
- A Counter Fancy, regia di Brian David Cange (1994)
- La famiglia Perez (The Perez Family), regia di Mira Nair (1995)
- Gioco d'amore (Affair play), regia di Roeland Kerbosch (1995)
- Flirt (New York-Berlino-Tokyo) (Flirt), regia di Hal Hartley (1995)
- Two Plus One, regia di Eugene Martin (1995)
- Ho sparato a Andy Warhol (I Shot Andy Warhol), regia di Mary Harron (1996)
- Appuntamento col ponte (If Lucy Fell), regia di Eric Schaeffer (1996)
- Boys, regia di Stacy Cochran (1996)
- Cost of Living, regia di Stan Schofield (1997)
- Too Tired to Die, regia di Wonsuk Chin (1998)
- High Art, regia di Lisa Cholodenko (1998)
- Chainsmoker, regia di Maria von Heland - cortometraggio (1998)
- Somewhere in the City, regia di Ramin Niami (1998)
- Roberta, regia di Eric Mandelbaum (1999)
- Insider - Dietro la verità (The Insider), regia di Michael Mann (1999)
- American Psycho, regia di Mary Harron (2000)
- Urbania, regia di Jon Shear (2000)
- Double Parked, regia di Stephen Kinsella (2000)
- 1 km da Wall Street (Boiler Room), regia di Ben Younger (2000)
- Mourning Glory, regia di Barrett Esposito (2001)
- No Such Thing, regia di Hal Hartley (2001)
- Stray Dogs, regia di Catherine Crouch (2001)
- Glitter, regia di Vondie Curtis-Hall (2001)
- On the Borderline, regia di Michael Oblowitz (2001)
- My Best Friend's Wife, regia di Doug Finelli (2001)
- Desert Saints, regia di Richard Greenberg (2002)
- EvenHand, regia di Joseph Pierson (2002)
- For Earth Below, regia di Loretta Harms - cortometraggio (2002)
- Sin - Peccato mortale (Sin), regia di Michael Stevens (2003)
- Mysterious Skin, regia di Gregg Araki (2004)
- The Girl from Monday, regia di Hal Hartley (2005)
- Shooting Vegetarians, regia di Mikey Jackson (2005)
- Heavens Fall, regia di Terry Green (2006)
- The Handyman, regia di Simon Rumley - cortometraggio (2006)
- If I Didn't Care, regia di Ben Cummings e Orson Cummings (2007)
- One Night, regia di Michael Knowles (2007)
- Tennessee, regia di Aaron Woodley (2008)
- The New Twenty, regia di Chris Mason Johnson (2008)
- Precious, regia di Lee Daniels (2009)
- Handsome Harry, regia di Bette Gordon (2009)
- Off Season, regia di Jonathan van Tulleken - cortometraggio (2009)
- Stanley, regia di Patrick McMahill - cortometraggio (2009)
- The Scientist, regia di Zach LeBeau (2010)
- Boy Wonder, regia di Michael Morrissey (2010)
- The Green, regia di Steven Williford (2011)
- Sweet Little Lies, regia di William J. Saunders (2011)
- Electrick Children, regia di Rebecca Thomas (2012)
- Surviving Family, regia di Laura Thies (2012)
- Bad Parents, regia di Caytha Jentis (2012)
- We Are What We Are, regia di Jim Mickle (2013)
- Blumenthal, regia di Seth Fisher (2013)
- Born to Race: Fast Track, regia di Alex Ranarivelo (2014)
- Ogni cosa è segreta (Every Secret Thing), regia di Amy Berg (2014)
- Ascent to Hell, regia di Dena Hysell-Cornejo (2014)
- Shockwave: Darkside, regia di Jay Weisman (2014)
- Ned Rifle, regia di Hal Hartley (2014)
- Then There Was, regia di Louis Mandylor (2014)
- The Boy, regia di Craig William Macneill (2015)
- The Taking of Ezra Bodine, regia di Lance R. Marshall - cortometraggio (2015)
- The Preppie Connection, regia di Joseph Castelo (2015)
- The Sphere and the Labyrinth, regia di Michael Robertson Moore (2015)
- AWOL, regia di Deb Shoval (2016)
- Carbon Canyon, regia di Scott Gillen (2016)
- Fender Bender, regia di Mark Pavia (2016)
- Delinquent, regia di Kieran Valla (2016)
- The Archer, regia di Valerie Weiss (2016)
- Welcome to Willits, regia di Trevor Ryan (2016)
- Raw, regia di David I. Strasser (2016)
- All Summers End, regia di Kyle Wilamowski (2017)
- The Price, regia di Anthony Onah (2017)
- After Everything, regia di Hannah Marks e Joey Power (2018)
- The Big Take, regia di Justin Daly (2018)
- The Wave, regia di Gille Klabin (2019)
- The Dinner Party, regia di Miles Doleac (2020)
- The Pale Door, regia di Aaron B. Koontz (2020)
- The Catch, regia di Matthew Ya-Hsiung Balzer (2020)
- Wrong Turn, regia di Mike P. Nelson (2021)
- Payback, regia di Joseph Mensch (2021)
- April Showers, regia di Caytha Jentis - cortometraggio (2021)
- Edward, regia di Minkyu Kang - cortometraggio (2022)
- The Unheard, regia di Jeffrey A. Brown (2023)
- Hayseed, regia di Travis Burgess (2023)
- The Captives, regia di Talia Light Rake - cortometraggio (2024)

### Televisione
- CM 24 (Jagd nach CM 24), regia di Peter Ristau – film TV (1997)
- Sex and the City – serie TV, episodio 1x01 (1998)
- Remembering Sex, regia di Julie Lynch – film TV (1998)
- Melrose Place – serie TV, episodi 7x12 (1998)
- Strange World – serie TV, episodi 1x01 (1999)
- The $treet – serie TV, episodi 1x06 (2000)
- The Atlantis Conspiracy, regia di Dean Silvers – film TV (2001)
- CSI - Scena del crimine (CSI: Crime Scene Investigation) – serie TV, episodi 2x23 (2002)
- The Maldonado Miracle, regia di Salma Hayek – film TV (2003)
- The Handler – serie TV, episodi 1x08 (2003)
- Life on the Line, regia di Bette Gordon – film TV (2003)
- Squadra emergenza (Third Watch) – serie TV, episodi 5x22-6x01 (2004)
- CSI: Miami – serie TV, episodi 3x21 (2005)
- Numb3rs – serie TV, episodi 2x17 (2006)
- Cashmere Mafia – serie TV, episodi 1x02-1x03 (2008)
- NCIS - Unità anticrimine (NCIS: Naval Criminal Investigative Service) – serie TV, episodi 6x03 (2008)
- Law & Order - I due volti della giustizia (Law & Order) – serie TV, episodi 20x05 (2009)
- Law & Order: Criminal Intent – serie TV, episodi 3x21-9x09 (2004-2010)
- Nurse Jackie - Terapia d'urto (Nurse Jackie) – serie TV, 7 episodi (2010-2011)
- Boardwalk Empire - L'impero del crimine (Boardwalk Empire) – serie TV, 4 episodi (2011)
- Reconstruction, regia di Peter Horton – film TV (2011)
- Person of Interest – serie TV, episodi 2x01 (2012)
- White Collar – serie TV, episodi 5x01-5x09 (2013)
- Law & Order - Unità vittime speciali (Law & Order: Special Victims Unit) – serie TV, episodi 15x12 (2014)
- Elementary – serie TV, episodi 2x15 (2014)
- Ciak, si canta (Fan Girl), regia di Paul Jarrett – film TV (2015)
- Hap and Leonard – serie TV, 6 episodi (2016)
- Movies and Stuff – serie TV, episodi 2x17 (2016)
- Orange Is the New Black – serie TV, episodi 5x04-5x05-5x12 (2017)
- Power – serie TV, 10 episodi (2017-2018)
- Bull – serie TV, episodio 6x11 (2021)

## Doppiatori italiani
Nelle versioni in italiano delle opere in cui ha recitato, Bill Sage è stato doppiato da:
- Sergio Lucchetti in Boardwalk Empire - L'impero del crimine, Orange Is the New Black
- Alberto Caneva in Sex and the City
- Vittorio De Angelis in American Psycho
- Lorenzo Scattorin in Law & Order: Criminal Intent (ep. 3x21)
- Oliviero Corbetta in Law & Order: Criminal Intent (ep. 9x09)
- Gianfranco Miranda in Mysterious Skin
- Roberto Certomà in CSI: Miami
- Gabriele Martini in NCIS - Unità anticrimine
- Nicola Braile in Person of Interest
- Stefano Billi in We Are What We Are
- Davide Marzi in White Collar
- Massimo Lopez in Elementary
- Alberto Angrisano in Law & Order - Unità vittime speciali
- Gerolamo Alchieri in Power
- Enrico Di Troia in Bull
- Stefano Benassi in Magnum P.I.
- Oreste Baldini in American Psycho (ridoppiaggio)